# Большая Тата
Большая Тата — река в Свердловской области России. Устье реки находится в 381 км по левому берегу реки Лозьва. Длина реки составляет 33 км.
В 17 км по левому берегу впадает река Восточная Тата.
Система водного объекта: Лозьва → Тавда → Тобол → Иртыш → Обь → Карское море.

## Данные водного реестра
По данным государственного водного реестра России относится к Иртышскому бассейновому округу, водохозяйственный участок реки — Тавда от истока и до устья, без реки Сосьва от истока до водомерного поста у деревни Морозково, речной подбассейн реки — Тобол. Речной бассейн реки — Иртыш.
Код объекта в государственном водном реестре — 14010502512111200009038.